# Chiesa dei Cordiglieri
La chiesa di Santa Maria Maddalena dei Cordiglieri (in francese église Sainte-Marie-Madeleine-des-Cordeliers, ovvero "chiesa di Santa Maria Maddalena dei francescani", chiamati in Francia cordeliers) è stata una chiesa duecentesca di Parigi, che apparteneva al grande convento dei cordiglieri di Parigi.
Durante la Rivoluzione francese fu sede del club dei Cordiglieri. Fu abbattuta nell'Ottocento.

## Storia

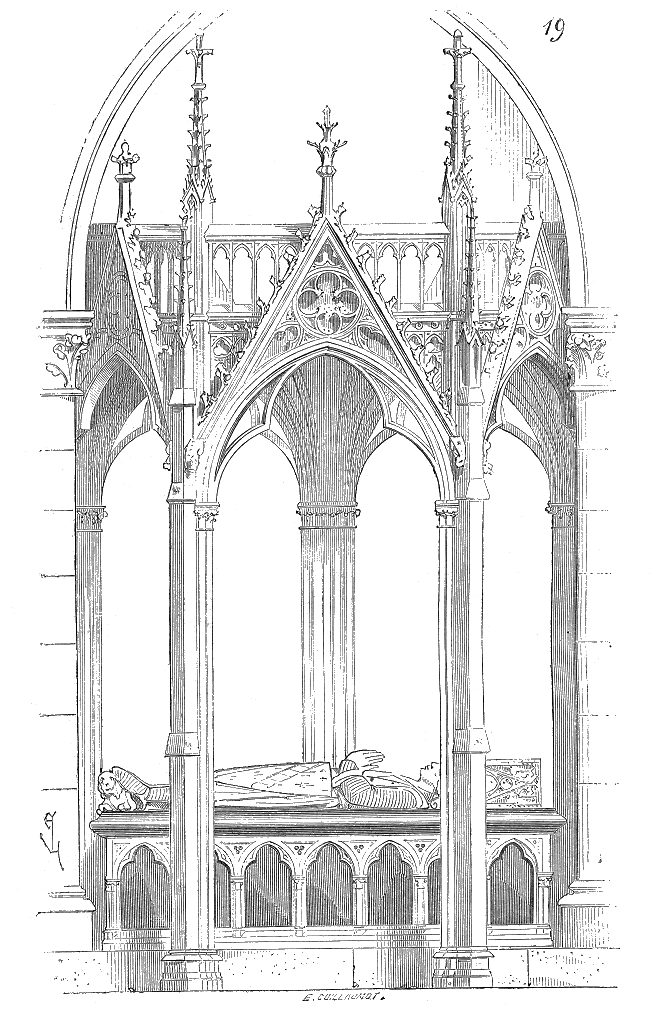
La tomba di Carlo d'Étampes su Eugène Viollet-le-Duc, Dictionnaire raisonné de l'architecture française du XIe ay XVIe siècle, 1856

I francescani occuparono inizialmente a Parigi un modesto edificio che era stato loro concesso dall'abate di Saint-Germain-des-Prés.
Le risorse per la costruzione della chiesa furono concesse dal re Luigi IX (san Luigi di Francia).
La costruzione dell'edificio fu iniziata intorno al 1230, sotto la direzione dell'architetto del re Eudes de Montreuil, che nella chiesa avrebbe scolpito anche la propria tomba (in seguito andata distrutta nell'incendio della chiesa del 1580).
La chiesa venne consacrata il 6 giugno del 1262 e fu dedicata a Maria Maddalena. La navata centrale venne completata intorno al 1269.
La'edificio sorgeva parallela alla rue des Cordeliers (oggi rue de l'École de médicine) ed aveva 95 m di lunghezza, con il coro orientato ad est.
Vi furono seppelliti nel corso del Trecento alcuni membri della famiglia reale
- nel 1321 la regina Maria di Brabante, seconda moglie del re Filippo III di Francia;
- nel 1336 il conte Carlo d'Étampes, figlio del principe Luigi d'Évreux a sua volta figlio di Maria di Brabante e del re Filippo III;
- nel 1371 il cuore di Giovanna d'Évreux sorella del precedente e regina di Francia come terza moglie del re Carlo IV; la regina aveva fatto costruire un grande refettorio per il convento (56 x 24 m), l'unica parte dell'edificio sopravvissuta.

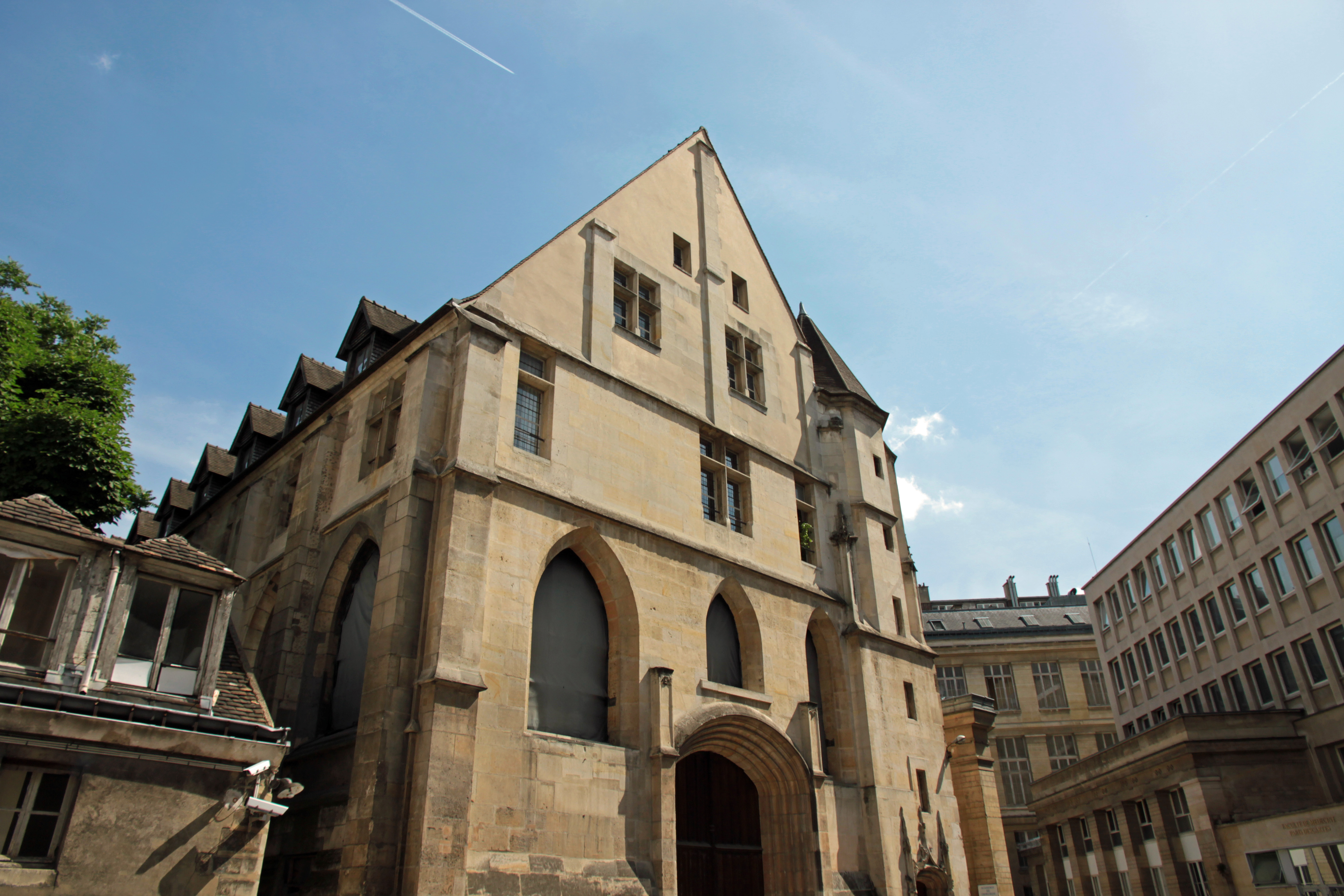
L'ex refettorio del convento dei Cordiglieri, in rue de l'École-de-Médecine

Il manoscritto della Chronique des Cordeliers de Paris prodotto nel convento, narra la cronaca degli avvenimenti dalla creazione del mondo all'anno 1434. Oggi è custodito presso la Biblioteca nazionale francese ed ha costituito una delle fonti dello storico francese ottocentesco Jules Quicherat per la ricostruzione delle vicende di Giovanna d'Arco

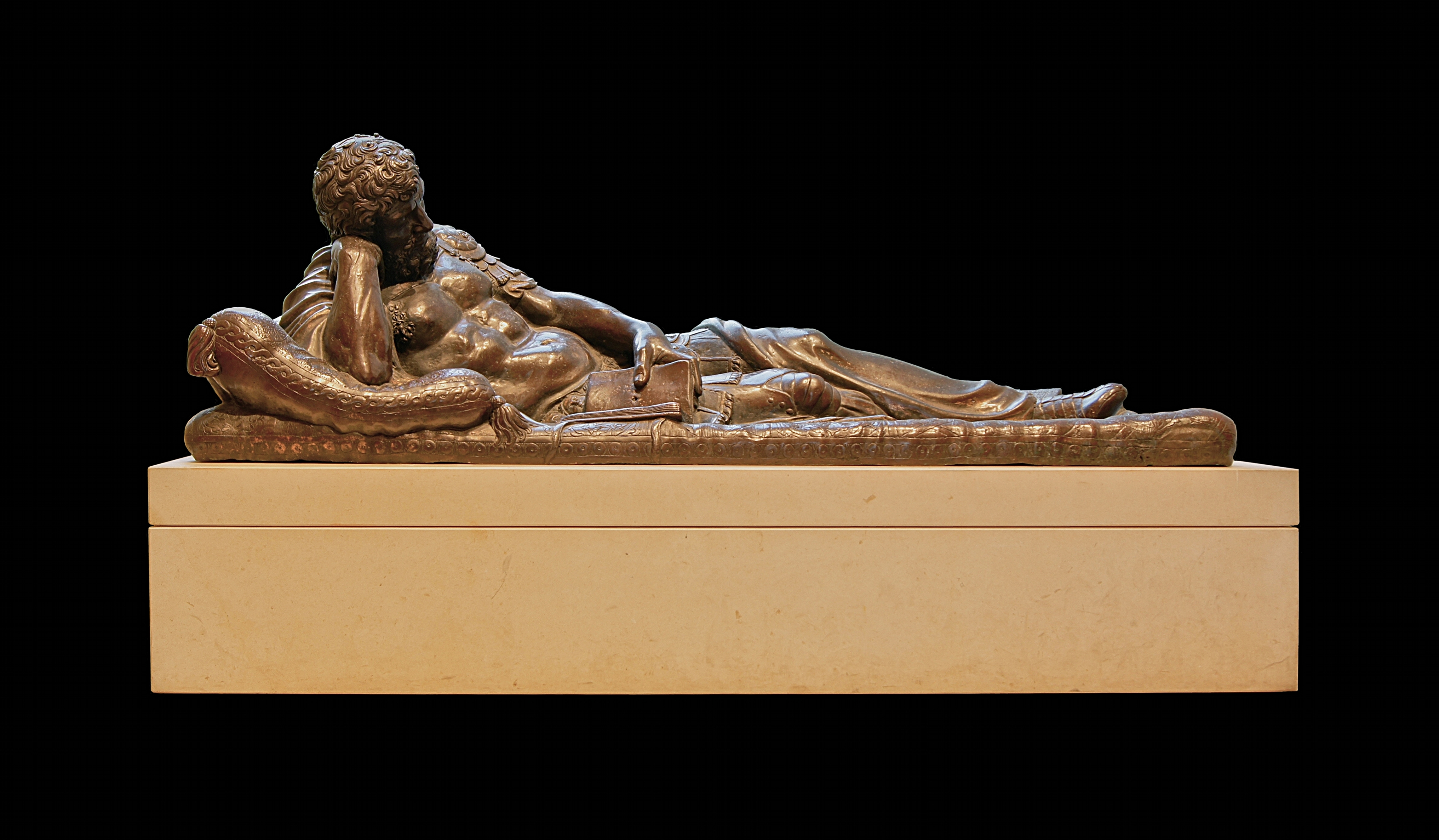
Tomba di Alberto III Pio di Savoia, conte di Carpi, al museo del Louvre (MR 1680)

Nel 1531 vi fu sepolto Alberto III Pio di Savoia, signore di Carpi, morto a Parigi dove era stato inviato come ambasciatore dal papa Clemente VII, e nel 1562 Wilhelm Frölich, colonnello delle Guardie svizzere (guardia del corpo dei re di Francia) sotto i re Francesco I, Enrico II, Francesco II e Carlo IX. Le due tombe sono oggi al Louvre.

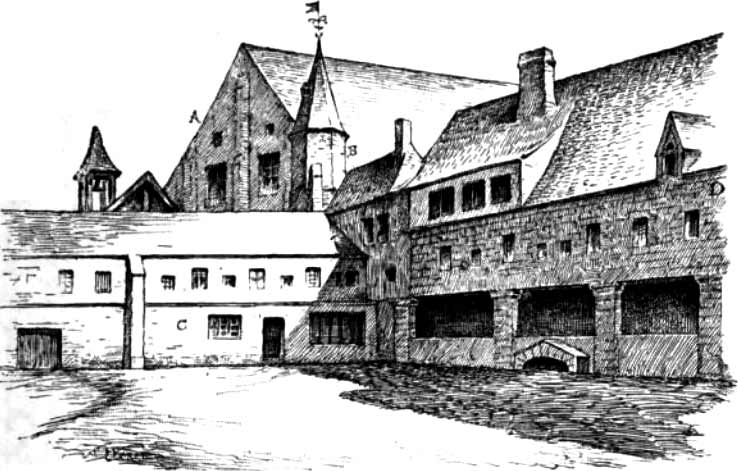
Il convento nel 1793

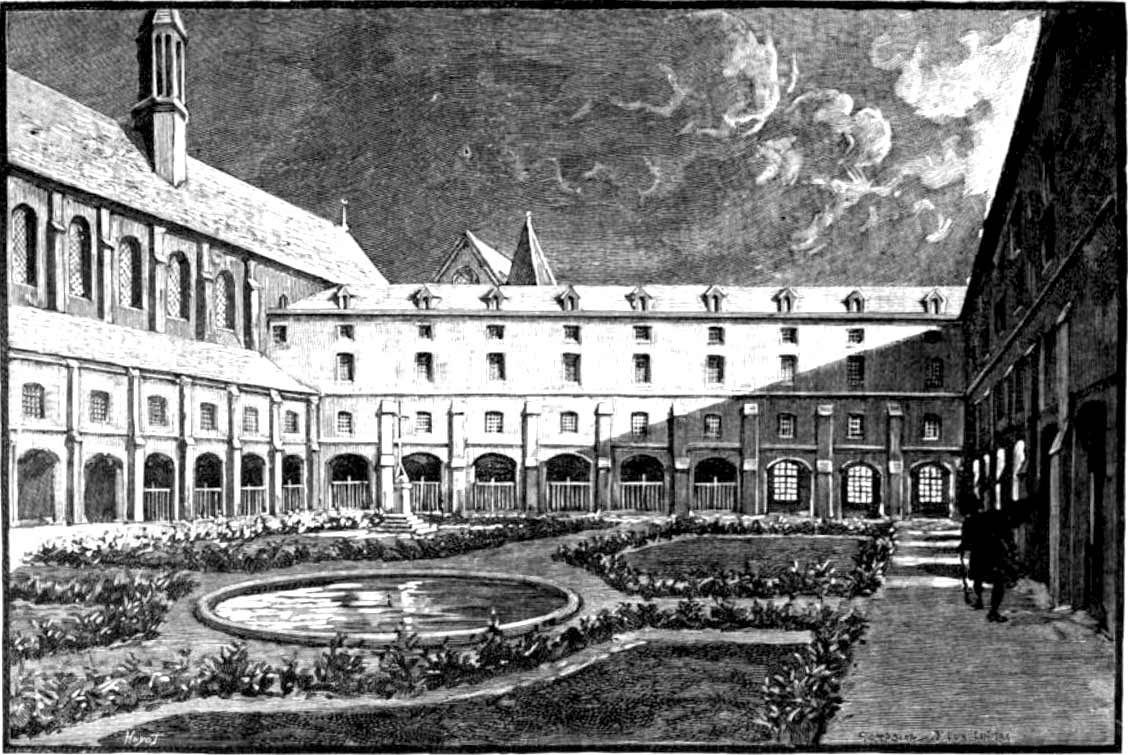
Il convento come sede del club dei Cordiglieri

Nel Rinascimento nel convento, che era anche collegio dell'università di Parigi (collège des Cordeliers) venne aperta una sala anatomica per gli studi di chirurgia che aveva sede nell'amphithéâtre Saint-Côme.
La chiesa e gran parte del chiostro del convento vennero distrutti da un grande incendio il 15 novembre del 1580.
Claudio di Bullion, sovrintendente alle finanze sotto il re Luigi XIII e quindi suo guardasigilli, pagò il rifacimento dell'altar maggiore, che volle in "stile italiano" con colonne in marmo e capitelli e basi di legno dorato, con le statue di san Francesco e di santa Maddalena. Ebbe in patronato la cappella del Crocifisso, che ornò di dipinti e dove lo stesso sovrintendente venne sepolto nel 1640.
Nel 1674 fu avviata la ricostruzione del chiostro, completata nel 1684 e l'architetto dei giardini reali André Le Nôtre sistemò i giardini dietro la chiesa.
Il convento ebbe dei nuovi statuti nel 1733.
Nel 1783 nella galleria del chiostro fu disegnata da cinquanta disegnatori coordinati dall'architetto Edme Verniquet una grande pianta di Parigi, comandato dal re il 10 aprile e tradotta in una pianta pieghevole dall'ingegnere geografo del re Louis Brion de la Tour.
Durante la Rivoluzione francese la chiesa ospitò il club dei Cordiglieri.
La navata della chiesa fu distrutta agli inizi dell'Ottocento. Sul sito venne costruita nel 1906 la sede della Scuola pratica della facoltà di medicina dell'Università di Parigi, che oggi appartiene alle università parigine Pierre e Marie Curie e Parigi-Cartesio (Paris V) (Unità di formazione e di ricerca di medicina della facoltà di medicina).